# Bruciatore

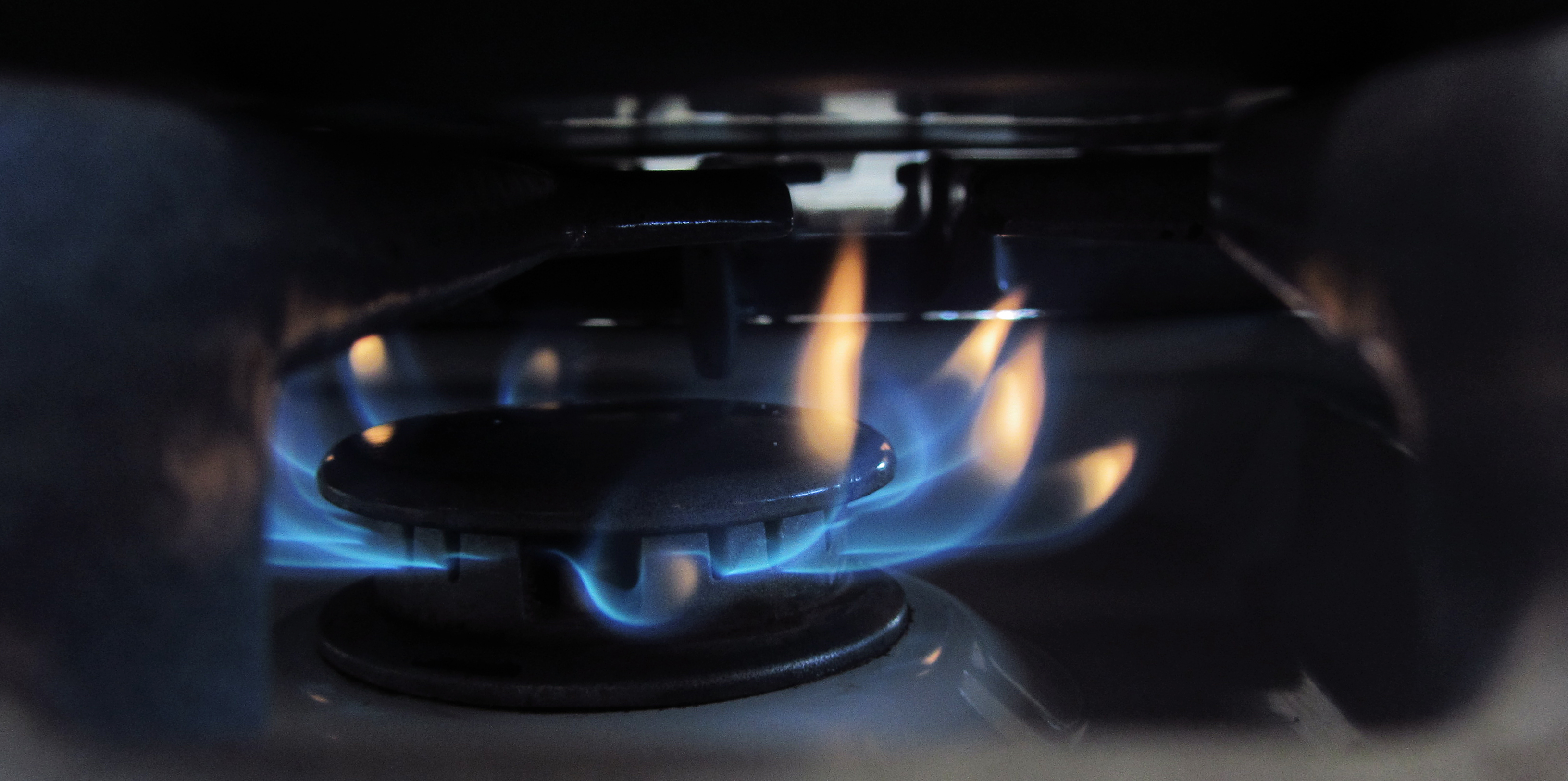
Bruciatore di una cucina a gas

Un bruciatore è un componente di un impianto di combustione, in cui avviene la miscelazione di un combustibile ed un comburente, e successivamente la reazione di combustione iniziata da un innesco, generalmente con produzione di fiamma (esiste anche una particolare combustione denominata "flame-less", cioè "senza fiamma").

## Classificazione
La classificazione dei bruciatori non è unica; esistono infatti molti criteri di classificazione, quali la potenza, la struttura, il tipo di combustibile utilizzato, che può essere solido (ad esempio carbone, eventualmente polverizzato), liquido (ad esempio nafta, etanolo, gasolio, kerosene) o gassoso (ad esempio metano).
Dal punto di vista strutturale, esistono in generale due tipi di bruciatore:
- bruciatori ad aria aspirata o atmosferico
- bruciatori ad aria soffiata.

I primi sono di utilizzo civile (caldaie murali, fornelli); in questo caso l'aria viene aspirata in modo naturale dal combustibile grazie ad un condotto che presenta un restringimento della sezione nel punto in cui viene immesso il combustibile, sfruttando così l'effetto Venturi.
I bruciatori ad aria soffiata presentano un'immissione dell'aria di tipo forzato, grazie ad un ventilatore posto a monte del bruciatore stesso. Vengono utilizzati in tutte le applicazioni industriali (generatori di vapore, generatori di aria calda, forni industriali) e alcune civili (caldaie ad uso domestico).

## Funzionamento
Nei bruciatori industriali vengono adottati una serie di accorgimenti al fine di ottenere adeguati standard di sicurezza nell'esercizio. In particolare l'elettronica di controllo esegue una serie di controlli durante il ciclo di accensione e durante la combustione.

### Ciclo di accensione
- Controllo tenuta: per mezzo di un'apposita apparecchiatura viene controllata la tenuta dell'elettrovalvola di alimentazione del gas
- Lavaggio: la camera di combustione viene ventilata per garantire che non siano presenti residui di gas, per questa operazione viene normalmente utilizzato lo stesso ventilatore che fornirà poi l'aria necessaria alla combustione.
- Accensione: viene aperta l'elettrovalvola di alimentazione del combustibile e contemporaneamente l'elettrodo di accensione viene alimentato per mezzo del trasformatore di accensione con una tensione di alcune migliaia di volt (circa 5000 ÷ 8000 V) al fine di ottenere una scintilla che inneschi la combustione.
- Controllo combustione: un apposito sensore controlla la presenza della fiamma, se la stessa è assente per alcuni secondi, il sensore informa l'apparecchiatura elettronica la quale manda in blocco il sistema. Il ripristino del funzionamento avviene solo in maniera manuale.

### Controllo della presenza della fiamma
Durante tutto il periodo in cui il bruciatore è in funzione la presenza della fiamma viene monitorata da un apposito sensore. 
I più diffusi sistemi per il controllo di presenza della fiamma sono quelli a ionizzazione e i fotosensori.

#### Sensori a ionizzazione
I sensori a ionizzazione sono composti essenzialmente da una coppia di elettrodi di materiale resistente al calore. Viene sfruttata la ionizzazione generata dalla fiamma, il sistema di controllo rileva la debole corrente (5 ÷ 15 μA) che scorre fra i due elettrodi.
Vantaggi:
- rileva esclusivamente la fiamma ionizzata, polarizzazione univoca,
- costo del dispositivo contenuto,
- costruzione robusta, non servono grandi accortezze di installazione,
- risparmio aggiuntivo se utilizzato anche per l'accensione,
- consente di regolare la fiamma 'senza visuale'

Svantaggi:
- la fiamma deve investire gli elettrodi,
- il materiale costruttivo si degrada all'aumentare della temperatura,
- manutenzione necessaria causa ossidazioni,
- il basso segnale prodotto può dare incertezza di lettura (lunghi percorsi),
- necessita di buon isolamento verso massa,
- fiamme di bassa potenza non sono rilevabili.

#### Fotosensori
I fotosensori sono composti da due elettrodi posti all'interno di un bulbo di quarzo riempito di gas ionizzabile. Quando il bulbo è colpito dalla luce della fiamma, il gas contenuto si ionizza e diventa leggermente conduttivo. La corrente che scorre fra i due elettrodi viene rilevata dal sistema di controllo che segnala la presenza della fiamma. Questi sensori sono sensibili solo a determinate lunghezze d'onda nel campo dell'ultravioletto (200 ÷ 300 nm) il che li rende insensibili ad interferenze da parte delle lampade usate per l'illuminazione.
Vantaggi:
- Non necessita di contatto diretto della fiamma,
- rileva anche fiamme di piccola entità,
- genera un segnale più robusto e meno critico dell'elettrodo,
- tenuto pulito il sistema non necessita di manutenzione fino a esaurimento

Svantaggi:
- ha una durata limitata, in genere 10000 ore (il gas si esaurisce)
- installato in prossimità della fiamma deve essere raffreddato (T<50 °C) e
- protetto da un vetrino di quarzo, il corpo è relativamente fragile,
- in alcune condizioni il gas diventa autoconduttivo (errore di lettura),
- può rilevare la fiamma di bruciatori adiacenti (errore di lettura),
- ha un costo nel tempo relativamente elevato (ricambio).

## Rapporto di modulazione
Il rapporto di modulazione è un numero adimensionale, espresso come rapporto 1 su x. Viene utilizzato per misurare la capacità di un bruciatore all'interno di una caldaia, di variare la grandezza della fiamma in relazione al carico termico richiesto in quel momento. Bruciatori che possono beneficiare di un basso rapporto di modulazione (1:10 è migliore di 1:5), superano il problema che si ha nelle caldaie tradizionali, basate su un funzionamento "stop and go" per il quale si accende totalmente o si spegne la fiamma a seconda delle esigenze. Difatti, un bruciatore a modulazione permette alla caldaia di rimanere sempre accesa, anche a bassa fiamma, aumentandone notevolmente l'efficienza e riducendo le perdite.

## Esempi

### Bruciatore pilota

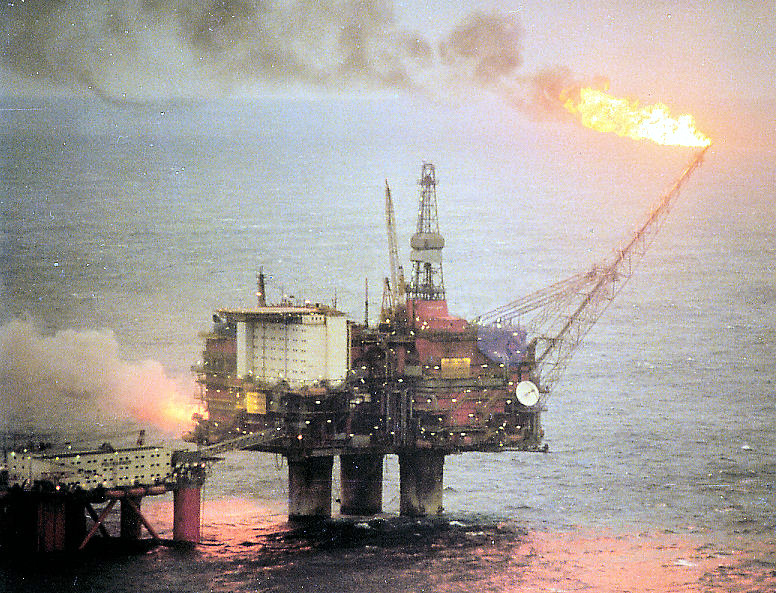
Un bruciatore su una piattaforma petrolifera. In questo caso si fa uso di un bruciatore pilota.

Nei bruciatori industriali l'innesco della combustione non viene realizzata con un elettrodo, ma con un altro bruciatore, che appunto prende il nome di "bruciatore pilota". Esso non ha alcuna funzione ai fini del processo ma la sua fiamma serve solamente ad accendere il bruciatore principale e ad alimentare la combustione. 
Solitamente prima viene acceso il pilota (ovviamente dotato di elettrodo metallico di accensione), viene rilevata la fiamma, e, se presente, dopo alcuni secondi viene immesso il combustibile e si accende il bruciatore principale.

### Bruciatore iperstechiometrico
Tipologia di bruciatore presente spesso su caldaie da riscaldamento domestico con miscela aria-gas arricchita con ossigeno. Tale tecnologia garantisce basse emissioni inquinanti di NOx e anidride carbonica. Particolare la forma a V della fiamma.

### Bruciatore a tubi radianti
Sono apparecchi dotati di un condotto (lineare, ad U, a doppia P) nel quale circolano i fumi della combustione. Vengono utilizzati in tutti quei processi (in particolare quelli metallurgici) dove non ci deve essere alcun contatto fisico tra i fumi e il materiale da scaldare, realizzando quindi lo scambio termico interamente per irraggiamento. 
I fumi della combustione vengono evacuati direttamente dal bruciatore e spesso si sfrutta il loro contenuto entalpico per pre-riscaldare l'aria, aumentando così il rendimento dell'impianto.

### Bruciatori autorecuperativi ed autorigenerativi
Per aumentare i rendimenti e quindi ridurre i consumi di combustibile, si possono utilizzare bruciatori che sono in grado di recuperare il calore dei fumi per preriscaldare l'aria di combustione, prima che questa si misceli con il combustibile.
I bruciatori autorecuperativi sono strutturati in modo tale che fumi ed aria si incontrano (senza mescolarsi) in controcorrente così che l'aria possa prelevare il calore dai fumi. Un tipico esempio sono i bruciatori a tubi radianti.
I bruciatori autorigenerativi sono i più efficienti; essi presentano un materiale (ad es. sferette metalliche) in grado di trattenere calore dei fumi e di cederlo all'aria. Inoltre lavorano sempre a coppie. Per ciascuna coppia uno funziona da bruciatore vero e proprio, l'altro da camino; il bruciatore emette la fiamma, i cui fumi vengono aspirati dal camino: al suo interno le sfere metalliche prelevano il calore dei fumi, riscaldandosi. Nel momento in cui le sfere raggiungono una temperatura elevata, i ruoli si invertono ed il camino funziona da bruciatore: l'aria di combustione attraversa le sferette e si riscalda, si ha fiamma e i fumi vengono aspirati dal suo complementare camino. Ovviamente quando poi le sfere del bruciatore saranno fredde e quelle del camino calde, si avrà di nuovo l'inversione dei ruoli.